# Abbazia di Wilhering
L'abbazia di Wilhering (in tedesco: Stift Wilhering) è un monastero cistercense situato a Wilhering, in Austria.
Consacrata il 30 settembre 1146 gli edifici, ricostruiti nel XVIII secolo, sono noti per le decorazioni in stile rococò.